# Playtech
Playtech Ltd. ist ein börsennotierter Softwarehersteller für Glücksspiele mit Sitz auf der Isle of Man.

## Geschichte
Sportech, die Playtech-Sportsparte, wurde Anfang Juni 2013 komplett verkauft und ein Reingewinn von 7,65 Millionen Pfund erzielt. Als Grund wurde angegeben, dass man sich nicht weiter mit solchen relativ schlecht regulierten Branchen beschäftigen wolle, da Playtech global tätig sei.
Auf Grund des Glücksspielverbots haben im Januar 2015 viele mit Playtech-Software betriebene Online-Casinos angekündigt, den deutschen Markt zu verlassen.
Im Februar 2015 hat Playtech das Unternehmen YoYo Games für £ 10,65 Millionen (USD 16,4 Millionen) übernommen. YoYo Games ist Hersteller und Entwickler der Spiele-Entwicklungssoftware GameMaker: Studio.
Im Jahr 2016 kaufte Playtech Unternehmensanteile der in Wien ansässigen Best Gaming Technology, welche Softwarelösungen im Sportwettenbereich anbietet.
Im März 2017 wies Playtech sämtliche Geschäftspartner und Online-Casinos an, die Spielautomaten mit den Superhelden von Marvel bis Ende des Monats aus dem Angebot zu nehmen. Hintergrund war die nicht verlängerte Lizenz für die Slots durch den Konzern Disney, der Marvel im Jahr 2009 für rund 4. Mrd. Dollar übernahm. Bereits 2013 erklärte ein Unternehmenssprecher, dass der Konzern sämtliche Lizenzen für Glücksspiele auslaufen lassen wird, da Spielautomaten nicht mit dem eigenen Image eines familienfreundlichen Unternehmens vereinbar wären. Seit dem 1. April 2017 sind keine Marvel Slots von Playtech mehr in den Online-Casinos verfügbar.
Seit November 2020 haben viele Online-Casinos den Spielern die Konten geschlossen. Aufgrund eines neuen Glücksspielvertrages ist es deutschen Spielern nicht mehr möglich dort weiter zu spielen.

## Standorte
Nachdem Playtech im Jahr 1999 gegründet wurde und der Hauptsitz auf der Isle of Man fertiggestellt worden war, wuchs das Unternehmen stetig, sodass heute 12 Standorte zum Unternehmen gehören. Diese befinden sich in den Ländern Schweden, Russland, Estland, Lettland, Vereinigtes Königreich, Deutschland, Ukraine, Bulgarien, Gibraltar, Zypern, Israel und auf den Philippinen. Auf diese Weise wuchs die Belegschaft auf über 3.600 Angestellte.